# Roman I. Lakapenos
Romanos I. Lakapenos, případně Lekapenos (kolem roku 870 v Lekapě v Kappadokii – 15. června 948 na ostrově Proti), se stal byzantským císařem v době nezletilosti legitimního vládce Konstantina VII. Porfyrogenneta. Roman byl synem arménského rolníka Theofylakta, který kdysi zachránil život císaři Basileiovi I.

## Vláda
Po smrti císaře Alexandra, bratra Leona VI., získal Roman titul drungarios (velitel loďstva). V roce 919 se vylodil v Konstantinopoli a obsadil císařský palác, přičemž nechal zajmout a oslepit Leona Foku, velitele vojska poraženého Bulhary v bitvě u Anchialu v roce 917 a dosavadního regenta. Císařovna Zoe, vdova po Leonu VI., se musela odebrat do kláštera. Mladistvého císaře Konstantina VII. oženil Roman se svou dcerou Helenou a obdržel tak titul basilopator. S tím se však nespokojil. Krátce poté byl svým zetěm nejprve jmenován kaisarem (spolucísařem) a 17. prosince 920 byl Roman korunován za císaře. Konstantin VII. tak byl následujících dvacet čtyři let císařem pouze formálně. Skutečnou vládu vykonával Lakapenos. Roman povýšil svého syna Christofora za svého spolucísaře a nepochybně plánoval založení vlastní nové dynastie, aniž by však jakkoliv zasáhl proti Konstantinovi.
Největší nebezpečí pro Byzanc představovalo v této době Bulharsko, které neustále napadalo byzantské pozice na Balkáně. Bulharský car Simeon ohrožoval v letech 913 a 924 dokonce samotnou Konstantinopol. Romanův vzestup nicméně zmařil jeho plány na ovládnutí Konstantinopole, neboť město bylo ochráněno novými opevněními vybudovanými na příkaz císaře. Vítězství nad flotilou muslimského piráta Leona z Tripole v roce 924 ukončilo arabskou námořní dominanci v Egejském moři. Roman tudíž mohl uzavřít dvouletý mír s fátimovským chalífou al-Mahdí Ubajdulláhem, kterému se ale musel zavázat k placení tributu.
Nyní se tak mohl plně věnovat bulharskému problému. Prý se měl před Konstantinopolí osobně sejít s carem, který zřejmě očekával podporu arabské flotily. K největším Romanovým úspěchům patří mírová smlouva se Simeonem z roku 926, ve které ovšem musel uznat Simeonovy titulární nároky. Simeon od té doby užíval titulu basileus Římanů a Bulharů. Po Simeonově smrti v roce 927 uzavřel jeho syn Petr s Byzancí mírovou smlouvu a oženil se s Marií Lakapenou, dcerou Romanova syna Christofora, čímž bylo mírové soužití obou států utvrzeno. Nárok na titul basilea mu však na rozdíl od jeho otce zůstal odepřen. Různými vzájemnými kompromisy se tak Romanovi podařilo eliminovat bulharskou hrozbu.
Vojevůdce Ioannes Kurkuas pocházející z Arménie dokázal na východních hranicích dobýt v letech 931/934 emirát Melitene. Byzantská říše tím rozšířila svou moc až k řece Tigris. Gruzínský kníže Ašot se zavázal podporovat Byzanc, čímž se Arménie a Gruzie vymanili z arabského tlaku. Ruský útok na Bospor v roce 941 byl díky použití řeckého ohně odražen. Po druhém útoku v roce 942 uzavřel kyjevský kníže Igor s Byzancí mírovou smlouvu, jak je zdokumentováno v Nestorově letopise. Kurkuas zatím na východě pokračoval ve svém velkolepém tažení. V roce 943 dobyl města Dara, Amida, Martyropolis a Nisibis a v roce 944 přinutil obyvatele Edessy, aby mu vydali Mandylion – údajně lidskou rukou nestvořený obraz Krista, který pak byl přenesen do Konstantinopole.
Po smrti Christofora v roce 931 Roman zřejmě rezignoval na snahu o založení dynastie. Romanovi ostatní zhýralí synové Stefanos a Konstantin se s tím však nechtěli smířit. Nejprve dosáhli odvolání generála Kurkua a když v roce 944 císař zveřejnil svůj testament, ve kterém zabezpečoval vládu pro Konstantina VII., podnikli státní převrat a přinutili svého otce přijmout mnišskou kutnu. Leon Grammatikos v tom viděl božský trest pro Romana. Lid si však vynutil Konstantina, kterého Lakapenové nejprve akceptovali jako svého spolucísaře. Konstantinova manželka, císařovna Helena, však brzy dosáhla zatčení svých bratrů. Konstantinovi VII. se tak konečně otevřela možnost vlastní nikým neomezované vlády. Roman zemřel 15. června 948 a byl pohřben vedle své ženy Theodory v klášteře Myrelaion. Jeho nemanželský syn Basileios měl sehrát významnou roli po smrti Jana I. Tzimiska v roce 975, když dopomohl mladému Basileiovi II., vnukovi Konstantina VII., k trůnu.

## Hodnocení
Roman Lakapenos dokázal potlačit bulharskou hrozbu. Na východní frontě bylo za jeho vlády zahájeno období nepřetržitého byzantského postupu. V sociální politice prosadil zákony, kterými se pokoušel zamezit feudalizaci selských usedlostí, udělením přednostního kupního práva majitelům sousedních statků. Tím měla být zachována existence menších rolnických usedlostí, na jejichž daňových a vojenských odvodech byla centrální moc závislá. Roman nicméně nedokázal zastavit kolo dějin a nezbavil tak moci velké pozemkové magnáty, s kterými bojoval celý svůj život. Hlavnímu městu císař dopřál odpuštění daní. Snažil se také zastavit nadměrné hromadění majetku církví.
Roman I. představuje dobrý příklad toho, jak schopný vojevůdce ustanovený za spoluvládce v době nezletilosti císaře může uchránit říši před chaosem. Soudobí kronikáři přesto hodnotili Romana rozporuplně. Někteří vyzdvihovali jeho zásluhy a litovali jeho konce, jiní ho označovali za uzurpátora. Konstatin VII. Porfyrogennetos ho ve svém díle De administrando imperio nazývá nevzdělaným, sebestředným a nevypočitatelným povýšencem. Ovšem pravdou zůstává, že oproti Basileiovi I. – zakladateli makedonské dynastie – se Roman nikdy nepokusil, odstranit legitimního dědice trůnu. Roman I. Lakapenos byl velmi zdatným a prozíravým císařem. Bezesporu patřil k nejvýznamnějším vládcům východního impéria.